# سانت فلیو ساسسرا
سانت فلیو ساسسرا (به اسپانیایی: Sant Feliu Sasserra) یک شهرستان در اسپانیا است که در استان بارسلون واقع شده‌است.

## خصوصیات
سانت فلیو ساسسرا ۲۲٫۳۸ کیلومترمربع مساحت و ۶۴۱ نفر جمعیت دارد و ۶۱۷ متر بالاتر از سطح دریا واقع شده‌است.